# Agelas wiedenmayeri
Agelas wiedenmayeri är en svampdjursart som beskrevs av Pedro M. Alcolado 1984. Agelas wiedenmayeri ingår i släktet Agelas och familjen Agelasidae.
Artens utbredningsområde är Kuba. Inga underarter finns listade i Catalogue of Life.